# Яковлєв Анатолій Адольфович
Анатолій Адольфович Яковлєв (1 червня 1947, с. Марківка, Деражнянський район, Хмельницька область — 2022 р. Хмельницький) — майстер художньої обробки деревини, заслужений майстер народної творчості України.

## Біографія
Народився 1 червня 1947 року на Деражнянщині. Дитячі роки провів у батьковій кузні. Після закінчення школи пішов до армії.
У 1964 році закінчив історичний факультет Кам'янець-Подільського педагогічного інституту. За фахом — вчитель історії та суспільствознавства.
Педагогічну діяльність розпочав у зош № 22 міста Хмельницького, де протягом 23 років викладав працю, малювання та креслення.
З 1999 року — викладач кафедри теорії та методики трудового та професійного навчання Хмельницького національного університету, де він 16 років працював старшим викладачем, а згодом майстром виробничого навчання. Викладав дисципліни: «Теоретичні основи технічної творчості», «Технічне моделювання», «Художня обробка матеріалів».
Його наукова робота була спрямована на дослідження технологій традиційних і нетрадиційних технік художньої обробки деревини.

## Творчість
Учасник багатьох міських, обласних, всеукраїнських виставок декоративно-прикладного мистецтва.
Серед творів майстра — скриньки, вази, годинники, картини, люльки, тарелі із державною символікою, шоломи, макети церков і козацька зброя. Його вироби зберігаються у багатьох містах України та приватних колекціях Туреччини, Росії, Бельгії, Польщі, Чехії, Латвії й інших.

## Звання та нагороди
За досягнення у педагогічній діяльності присвоєно звання «вчитель-методист». Відмінник народної освіти.
У 2003 році — атестовано майстром народного мистецтва у Національній спілці народних майстрів України.
У 2013 році нагороджений премією Хмельницької міської ради імені Богдана Хмельницького.